# Augusta Stowe-Gullen
Augusta Stowe-Gullen, född 22 juni 1857, död 25 september 1943, var en kanadensisk läkare och kvinnorättsaktivist.
Augusta Stowe-Gullen var dotter till Emily Stowe och John Fiuscia Michael Heward Stowe. 
Hon blev 1883 den första kvinnliga läkaren i Kanada som tagit examen vid en kanadensiska universitet (Faculty of Medicine at Victoria College, Cobourg). Genom hennes och hennes mors arbete öppnade Ontario Medical College for Women (1890-1905), där hon själv var verksam som professor. Hon var även medlem i Ontario College of Physicians and Surgeons, Senate of the University of Toronto, och Toronto Board of Education 1892-1896. 
Hon var ledare för den kanadensiska rösträttskampen såsom ordförande för Dominion Women's Enfranchisement Association (från 1907 kallad Canadian Suffrage Association) från sin mors död 1903. 
Hon fick 1935 Order of the British Empire.